# Echarlens
Echarlens ou Écharlens (/e.ʃaʁ.lɑ̃s/) est une localité et une commune suisse du canton de Fribourg, située dans le district de la Gruyère.

## Toponymie
Le nom « Echarlens » ou « Écharlens »  provient du nom de personne germanique masculine Scarilo et du suffixe germanique –ingōs, qui signifie « chez les gens de ». Le nom veut donc signifier « chez les gens (ou chez le clan) de Scarilo », Scarilo étant probablement le nom de la personne qui a fondé la localité. L'étymologie est identique à celle d’Échallens.
En allemand, Echarlens se disait anciennement Zärlingen ou Schärlingen (prononcé /ˈʃæːrlɪŋə/ en alémanique). Ces noms sont rarement utilisés maintenant. La forme francoprovençale est /tsɛrˈlɛ̃/ . Selon le dictionnaire français-patois publié par la Société cantonale des patoisans fribourgeois, ce nom s’écrit Tsèrlin en patois fribourgeois.
Le lieu est attesté pour la première fois en 855 sous la forme in Escarlingus villa, puis comme Scarlens en 1145, Escharlens en 1172, et Escharleins en 1225.[réf. souhaitée]
La forme française moderne ainsi que la plupart des attestations historiques montrent un /e/ prothétique au début du nom, un changement phonétique régulière en francoprovençal. Par contre, les formes allemandes et francoprovençales modernes ne montrent pas la prothèse d’un /e/ pour des raisons inconnues.

## Géographie
Echarlens mesure 463 ha. 9,5 % de cette superficie correspond à des surfaces d'habitat ou d'infrastructure, 75,1 % à des surfaces agricoles, 13,7 % à des surfaces boisées et 1,7 % à des surfaces improductives.
Située sur les bords du lac de la Gruyère, Echarlens est limitrophe des communes de Bulle, Corbières, Marsens, Morlon, Riaz, Villarvolard. Elle possède également une enclave à 3 km à l'ouest de la partie principale de la commune, entre Bulle, Riaz et Vuadens.

## Patrimoine bâti
Ancienne église paroissiale, reconstruite en 1626. Il en subsiste la nef et le chœur.
Nouvelle église, élevée en 1924-1926 par l'architecte Fernand Dumas.

## Démographie
Echarlens possède 839 habitants en 2022. Sa densité de population atteint 181 hab./km2.
Le graphique suivant résume l'évolution de la population d'Echarlens entre 1850 et 2008 :